# Daniel Monzón
Daniel Monzón Jerez (Palma de Mallorca, 1968 –) többszörös Goya-díjas spanyol filmrendező és forgatókönyvíró.

## Élete és pályafutása
Palma de Mallorcában született. 
Pályafutását filmkritikusként kezdte, gyakran publikált a Fotogramas nevű spanyol filmes magazinban.
Rendezőként 2000-ben debütált A harcos szíve című kalandfilmjével, mellyel legjobb új rendező kategóriában jelölték Goya-díjra.
Legnagyobb kritikai és bevételi sikerét a 2009-es 211-es cella című börtönfilm hozta el számára: a 2010-es Goya-gálán a legjobb rendező és a legjobb adaptált forgatókönyv díjakat vehette át. A film társírója Jorge Guerricaechevarría volt, akivel Monzón legtöbb filmjében együtt dolgozott. Az írókat hasonló kategóriában jelölték az Európai Filmdíjra is.
Az El Nino – A kölyök (2014) című akcióthrillerrel legjobb eredeti forgatókönyv kategóriában kaptak Goya-jelölést, valamint Monzónt rendezőként második alkalommal is nevezték a spanyol filmes díjra.
A 2021-es A határ törvényei című bűnügyi thrillerrel az írópáros egy második forgatókönyvírói Goyát is átvehetett.

## Filmográfia
| Év   | Magyar cím                        | Eredeti cím                      | Feladatkör | Feladatkör | Feladatkör |
| Év   | Magyar cím                        | Eredeti cím                      | Rendező    | Író        |            |
| ---- | --------------------------------- | -------------------------------- | ---------- | ---------- | ---------- |
| 1994 |                                   | Desvío al paraíso                | Nem        | Igen       |            |
| 2000 | A harcos szíve                    | El corazón del guerrero          | Igen       | Igen       |            |
| 2002 | Minden idők legnagyobb képrablása | El robo más grande jamás contado | Igen       | Igen       |            |
| 2006 | Gyilkos labirintus                | The Kovak Box                    | Igen       | Igen       |            |
| 2009 | 211-es cella                      | Celda 211                        | Igen       | Igen       |            |
| 2014 | El Nino – A kölyök                | El Niño                          | Igen       | Igen       |            |
| 2018 |                                   | Yucatán                          | Igen       | Igen       |            |
| 2021 | A határ törvényei                 | Outlaws                          | Igen       | Igen       |            |

## Díjak és jelölések
Goya-díj
| Év   | Kategória                     | Jelölt                    | Eredmény | Ref.   |
| ---- | ----------------------------- | ------------------------- | -------- | ------ |
| 2001 | legjobb új rendező            | A harcos szíve (2000)     | Jelölve  | [ 6 ]  |
| 2010 | legjobb rendező               | 211-es cella (2009)       | Elnyerte | [ 7 ]  |
| 2010 | legjobb adaptált forgatókönyv | 211-es cella (2009)       | Elnyerte | [ 7 ]  |
| 2015 | legjobb rendező               | El Nino – A kölyök (2014) | Jelölve  | [ 9 ]  |
| 2015 | legjobb eredeti forgatókönyv  | El Nino – A kölyök (2014) | Jelölve  | [ 9 ]  |
| 2022 | legjobb adaptált forgatókönyv | A határ törvényei (2021)  | Elnyerte | [ 10 ] |

Európai Filmdíj
| Év   | Kategória               | Jelölt              | Eredmény |
| ---- | ----------------------- | ------------------- | -------- |
| 2010 | legjobb forgatókönyvíró | 211-es cella (2009) | Jelölve  |

## Fordítás
- Ez a szócikk részben vagy egészben  a   Daniel Monzón című angol Wikipédia-szócikk ezen változatának fordításán alapul.  Az eredeti cikk szerkesztőit annak laptörténete sorolja fel. Ez a jelzés csupán a megfogalmazás eredetét és a szerzői jogokat jelzi, nem szolgál a cikkben szereplő információk forrásmegjelöléseként.